# Amphidelus puccinelliae
Amphidelus puccinelliae is een rondwormensoort uit de familie van de Alaimidae. De wetenschappelijke naam van de soort is voor het eerst geldig gepubliceerd in 1966 door Lorenzen.